# Championnat de Singapour de football 1983
Navigation
Saison 1982 Saison 1984
La saison 1983 du Championnat de Singapour de football est la cinquante-et-unième édition de la première division à Singapour. Le championnat est organisé sous forme d'une poule unique où toutes les équipes se rencontrent deux fois au cours de la saison. En fin de saison, les deux derniers du classement sont relégués et remplacés par les deux meilleurs clubs de Second Division, la deuxième division singapourienne.
C'est le club de Tiong Bahru CSC qui remporte le championnat cette saison, après avoir terminé en tête du classement final, avec cinq points d'avance sur l'un des clubs promus, Toa Payoh United et neuf sur Changi CSC. C'est le tout premier titre de champion de Singapour de l'histoire du club.

## Les clubs participants
| - Farrer Park United - Police SA - Tiong Bahru CSC - Singapore Armed Forces FC - Tampines Rovers | - Changi CSC - Farrer Park Dynamos - Kaki Bukit SC - Cairnhill FC – Promu de Second Division - Toa Payoh United – Promu de Second Division |

## Compétition
Le barème de points servant à établir le classement se décompose ainsi :
- victoire : 3 points ;
- match nul : 1 point ;
- dėfaite : 0 point.

### Classement
| Rang | Équipe                    | Pts | J  | G  | N | P  | Bp | Bc | Diff |
| ---- | ------------------------- | --- | -- | -- | - | -- | -- | -- | ---- |
| 1    | Tiong Bahru CSC           | 40  | 18 | 12 | 4 | 2  | 31 | 7  | +24  |
| 2    | Toa Payoh UnitedP         | 35  | 18 | 10 | 5 | 3  | 26 | 11 | +15  |
| 3    | Changi CSC                | 31  | 18 | 9  | 4 | 5  | 22 | 18 | +4   |
| 4    | Farrer Park UnitedTC      | 26  | 18 | 7  | 5 | 6  | 29 | 27 | +2   |
| 5    | Police SA                 | 25  | 18 | 8  | 1 | 9  | 29 | 25 | +4   |
| 6    | Singapore Armed Forces FC | 25  | 18 | 7  | 4 | 7  | 20 | 16 | +4   |
| 7    | Tampines Rovers           | 24  | 18 | 7  | 3 | 8  | 23 | 29 | -6   |
| 8    | Farrer Park Dynamos       | 23  | 18 | 6  | 5 | 7  | 25 | 28 | -3   |
| 9    | Cairnhill FCP             | 14  | 18 | 3  | 5 | 10 | 19 | 41 | -22  |
| 10   | Kaki Bukit SC             | 8   | 18 | 2  | 2 | 14 | 19 | 41 | -22  |

|  | Champion de Singapour 1983                                                              |
|  | Relégation en Second Division                                                           |
|  | T : Tenant du titre C : Vainqueur de la Coupe de Singapour P : Promu de Second Division |

## Bilan de la saison
| Championnat de Singapour de football 1983 |                             |
| Champion                                  | Tiong Bahru CSC (1er titre) |
| Coupes et trophées                        |                             |
| Vainqueur de la Coupe de Singapour 1983   | Farrer Park United          |
| Promotions et relégations                 |                             |
| Promus en National Football League        | Jubilee SA                  |
| Promus en National Football League        | Geylang International       |
| Relégués en Second Division               | Cainrhill FC                |
| Relégués en Second Division               | Kaki Bukit SC               |